# Elsa Schiaparelli
Elsa Luisa Giovanna Maria Schiaparelli (Roma, 10 settembre 1890 – Parigi, 13 novembre 1973) è stata una stilista, costumista e sarta italiana naturalizzata francese. Insieme a Coco Chanel, viene considerata una delle più influenti figure della moda nel periodo fra le due guerre mondiali.
Inventrice del rosa shocking, collaborò fra gli altri con Salvador Dalí, Alberto Giacometti e Leonor Fini. Le sue creazioni furono largamente influenzate dai surrealisti, e disegnò anche i costumi di diversi film. Usava il soprannome Schiap parlando di sé in terza persona, uso che si ritrova nell'autobiografia Shocking Life.

## Biografia

### La gioventù e il matrimonio fallito

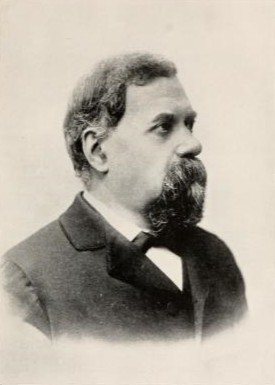
Giovanni Schiaparelli, zio di Elsa

Nacque il 10 settembre 1890 a Palazzo Corsini a Roma. La madre, Giuseppa Maria de Dominicis, proveniva da una famiglia aristocratica napoletana, il padre Celestino Schiaparelli da una famiglia di intellettuali piemontesi; allievo di Michele Amari, nel 1875 era diventato professore di Lingua e letteratura araba all'Università di Roma e fu il primo bibliotecario dell'Accademia Nazionale dei Lincei. Suo zio era il famoso astronomo Giovanni Schiaparelli e suo cugino l'egittologo e senatore Ernesto Schiaparelli.
Elsa si dedicò agli studi di filosofia sognando di diventare poetessa. Nel 1911, con l'aiuto dell'editore Riccardo Quintieri, pubblicò la raccolta di poesie Arethusa con l'editore Società tipografica La Gutenberg. La famiglia era ostile alle sue aspirazioni poetiche e la raccolta fu considerata inopportuna, quindi venne mandata in un convento della Svizzera tedesca. Nel 1913 partì per Londra per occuparsi di bambini orfani, dopo aver ricevuto l'offerta di questa occupazione da un'amica.
Lì conobbe il conte William de Wendt de Kerlor, un teosofo, che sposò, all'inizio del 1914. La coppia si trasferì a Nizza e, nel 1916, a New York. Nel 1920 nacque loro figlia, Maria Luisa Yvonne Radha detta "Gogo". Tuttavia il matrimonio si rivelò fallimentare e la Schiaparelli chiese il divorzio nel 1922, rimanendo sola con una figlia, che si ammalò di poliomielite. In questo periodo collaborò con antiquari commerciando oggetti d'arte per procurarsi il denaro per tornare in Europa. Durante la prima guerra mondiale a New York conobbe e cominciò a frequentare gli artisti dell'avanguardia dadaista: Francis e la moglie Gaby Picabia le fecero conoscere il fotografo Man Ray e Marcel Duchamp. Con i Picabia decise di tornare a Parigi, ospitata da Gaby Picabia, e, dopo un periodo di povertà, la figlia venne mandata in un collegio a Losanna.

### L'incontro con l'ambiente della moda
Fu a Parigi che Elsa Schiaparelli ebbe il suo primo contatto con l'ambiente della moda dell'epoca. Durante una passeggiata con l'amica americana Blanche Hays visitò la casa di moda dello stilista Paul Poiret in rue du Faubourg Saint-Honoré. Poiret le regalò un cappotto, per lei troppo caro, affermando «lei potrebbe indossare qualunque cosa in qualunque posto». Schiaparelli divenne allieva di Poiret, che le fece creare dei modelli. Cominciò a vendere le sue creazioni a piccole case di moda e nel 1925 divenne per breve tempo la stilista di una di esse, la Maison Lambal. Fu respinta la sua richiesta di assunzione all'atelier Maggy Rouff, quindi iniziò a lavorare, nel 1927, nel suo appartamento in rue de Seine, realizzando pullover neri decorati con disegni bianchi trompe-l'œil; il suo lavoro fu ben accolto e suscitò l'interesse dei magazzini Strauss, negli Stati Uniti.

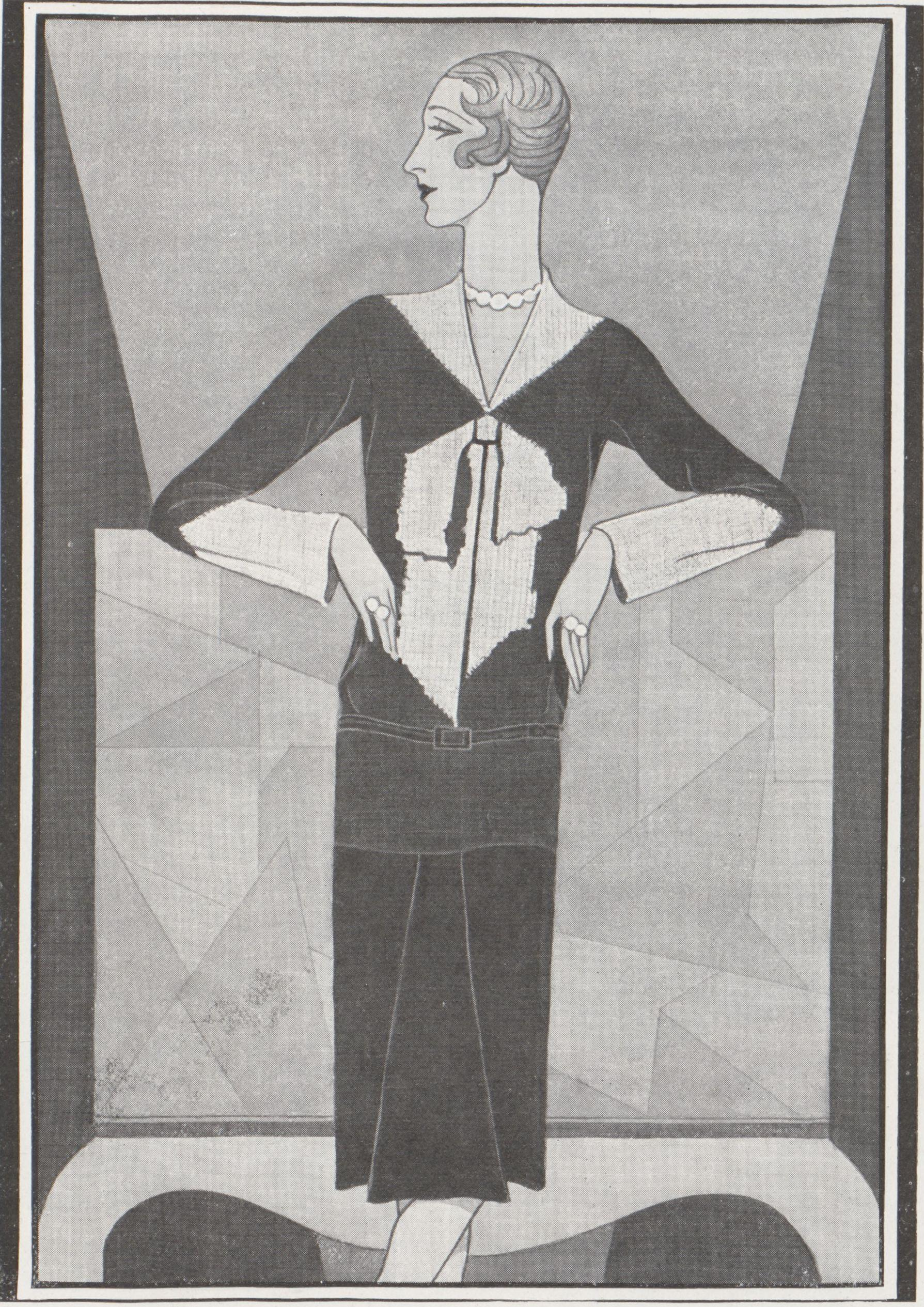
Disegno del maglione con doppio nodo da Vogue del dicembre 1927

Schiaparelli fu determinante nello sviluppo del maglione, che fino ad allora era considerato un indumento a uso puramente pratico per la campagna, perché privo di forma. L'idea arrivò da una donna americana che indossava un maglione che non appariva privo di forma, realizzato con fili di due colori: un secondo filo di lana di un colore contrastante con quello del primo era inserito ogni quattro o cinque punti. Il maglione era stato cucito a mano da una donna armena, Aroosiag Mikaëlian detta "Mike", che aveva un piccolo laboratorio artigianale con il fratello e altre lavoratrici a maglia; Mikaëlian iniziò a collaborare con Schiaparelli. Quest'ultima ideò il maglione a "doppio nodo" (in inglese bow-knot), con collo a V e un doppio nodo sul collo disegnato in trompe-l'œil, che fu poi realizzato da Mikaëlian. All'epoca Chanel produceva già a macchina maglioni e vestiti lavorati a maglia, ma senza queste innovazioni nei colori. Illustrato e commentato su Vogue nel dicembre 1927, fu poi venduto, e imitato dai produttori di massa, negli Stati Uniti, dopo aver suscitato subito l'interesse, oltre che delle donne parigine, anche di un commerciante della ditta newyorkese Abraham & Straus, che glielo ordinò subito.

### L'espansione
A causa della gran richiesta, nel 1928 trasferì l'attività in rue de la Paix chiamandola Schiaparelli - Pour le sport. Tra i primi lavori con questa firma vi sono maglioni tatuaggio, pullover con riproduzioni delle ossa umane, costumi da bagno in jersey e accessori. Questi si trovano anche nella collezione detta N°1 del gennaio 1928, realizzata in maglieria di lana, cotone e filato di organza: coniugando l'alta moda e i capi sportivi, includeva pullover, top, pigiami, costumi da bagno e accessori per la spiaggia; fra le decorazioni, che secondo la monografia di Dilys E. Blum erano adatti alla donna dell'epoca, «dinamica e spregiudicata», vi erano, oltre ai già citati scheletri umani, anche papillon colorati a trompe-l’oeil, righe, motivi geometrici, tatuaggi marinari, tartarughe e pesci, con colori accesi e contrastanti. A luglio 1928 tale collezione apparve sulla versione statunitense di Vogue, indossata dalla modella Bettina Jones e dal fotografo Horst P. Horst, fotografati da George Hoyningen-Huene; queste fotografie, con il loro «purissimo astrattismo delle bicromie», furono fra le più famose del XX secolo nell'ambito della moda ed ebbero una forte influenza sulla fotografia e sull'arte modernista degli Stati Uniti. Nello stesso anno produsse il suo primo profumo, "S".
Nel 1929 realizzò prodotti innovativi dal punto di vista dei tagli, ad esempio quelli aerodinamici, e dei materiali, con la creazione di borse di metallo e gli abbinamenti della lana con seta, gomma o pelle. Fra la fine degli anni '20 e l'inizio degli anni '30 si dedicò soprattutto all'abbigliamento sportivo con motivi geometrici e linee agili, in linea con la moda dell'epoca, ma anticipando il suo stile di fine anni '30 con i forti contrasti di colore, l'uso moderno di tessuti anche sintetici, l'applicazione di cerniere e i gioielli eccentrici; un esempio è la collana Aspirin disegnata dalla scrittrice Elsa Triolet. Le creazioni di Schiaparelli ebbero successo sia a Parigi che a New York, con una fortuna commerciale non impedita dalla sua fama di artista. Nel 1930, dopo il maglione a doppio nodo, fu molto imitato dall'industria il "cappello matto" (mad cap), fatto a maglia e dotato di punte che si potevano modellare in diverse forme. Il crollo della haute couture di Parigi seguito alla crisi del 1929 non pose fine al suo lavoro con produttori americani; comprarono i suoi modelli l'importatore William H. Davidow e il negozio Saks Fifth Avenue di New York. Nonostante l'originalità dei suoi prodotti, erano sempre più popolari tra i clienti conservatori.

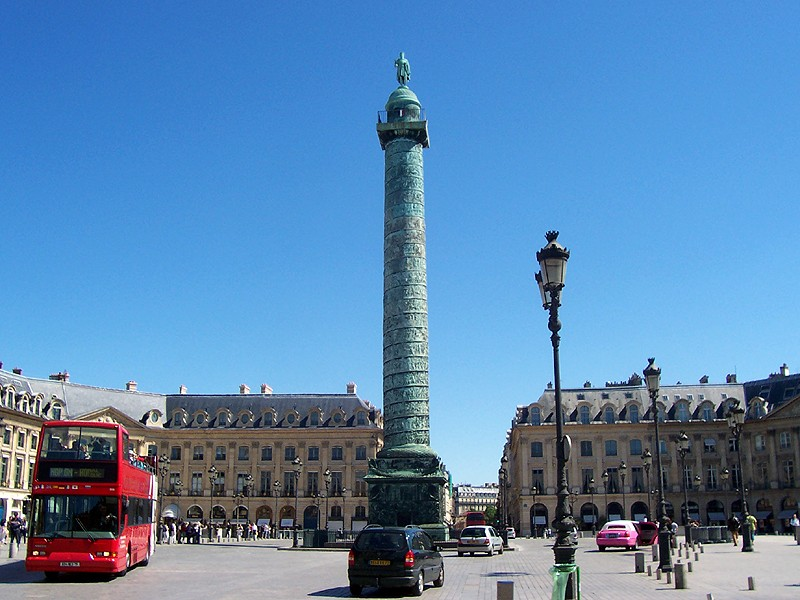
La parigina place Vendome

Nel 1932 la maison prese il nome di Schiaparelli - Pour le sport, pour la ville, pour le soir. Sì allargò la sede, che ospitava più di ottocento dipendenti in rue de la Paix a Parigi, con un totale di otto atelier estesi su diversi piani. Nel 1933 Schiaparelli aprì anche una boutique a Londra al numero 36 di Upper Grosvenor Street e la ditta arrivò a New York con l'apertura di nuovi uffici. L'espansione americana la portò a essere protagonista della copertina della rivista Time nel 1934, diventando la prima stilista donna a comparire su di essa. Nel 1935, grazie al successo, Schiaparelli raddoppiò i suoi dipendenti e si spostò al numero 21 di place Vendôme, nell'hotel de Fontpertuis, creando due boutique decorate con pezzi d'arredamento di Jean-Michel Frank e Diego Giacometti, creatore di una gabbia di bambù dorato all'ingresso della boutique dei profumi. Nella seconda metà degli anni '30 erano dipendenti della maison più di quattrocento sarte.
Schiaparelli aprì a place Vendôme una sezione del negozio dedicata agli abiti prêt-à-porter già pronti, innovativa nella Parigi dell'alta moda. Fu anche la prima a creare collezioni basate su un tema unico, con i seguenti titoli:
- Stop, Look and Listen[13] (estate 1935)[14];
- Neoclassica (inverno 1936-37);
- Farfalle (primavera 1937);
- Fondo del mare (primavera 1938);
- Il circo (estate 1938);
- Pagana (autunno 1938);
- Cosmica (inverno 1938-39)[13] o Zodiaco o Stelle fortunate[14];
- Commedia dell'arte (primavera 1939)[13] o Commedia moderna[14][6];
- Tournures (estate 1939)[13].

Le presentazioni delle collezioni non erano semplici sfilate, ma simili a veri e propri spettacoli, con trucchi, musica ed effetti di luce, e attirarono gli spettatori al pari del teatro.
Wallis Simpson, Marlene Dietrich, Katharine Hepburn, Greta Garbo, Lauren Bacall, Gala Dalí, Nusch Éluard, Vivien Leigh, Ginger Rogers, Juliette Gréco e Mae West erano alcune delle più assidue frequentatrici e clienti della boutique; Nusch Eluard ne indossò i prodotti per il suo ritratto a opera di Picasso. Ebbe anche diverse clienti inglesi nobili; un'altra cliente straniera fu l'attrice e arredatrice statunitense Elsie de Wolfe, che nel 1938 organizzò un ballo in maschera, chiamato Circus Ball, per cui Schiaparelli disegnò i costumi. Realizzò costumi per vari altri balli in maschera: all'epoca erano comuni a Parigi quelli a tema orientale, per cui creò turbanti e mantelline, documentati dalle foto di François Kollar e Roger Schall. La stilista fu ispirata dalla maharani Sita Devi (nota come principessa Karam) dello stato indiano del Kapurthala, che visitò Parigi nel 1934, creando una collezione di ispirazione indiana che comprendeva abiti simili a sari abbinati a sciarpe che si potevano portare lungo il corpo o avvolte attorno alla testa. Tra i balli per cui Schiaparelli disegnò i costumi vi è il "ballo orientale" del 1935 di Daisy Fellowes, che divenne di fatto sua modella portando i suoi prodotti più eccentrici: Schiaparelli le forniva vestiti gratis in modo da farsi pubblicità attraverso le sue apparizioni in giornali e riviste. La già citata modella statunitense Bettina Bergery (nata Jones) divenne invece assistente di Schiaparelli, oltre che curatrice della versione francese della rivista Vogue, dal 1935 al 1940, progettando le vetrine della boutique a fine anni '30.
Negli anni '30 Schiaparelli mantenne i contatti con industrie di moda britanniche e statunitensi; vendeva agli importatori abiti da usare come modello e collaborava con designer tessili e di accessori. Si recò spesso negli Stati Uniti e nel 1935 visitò una fiera commerciale in Unione Sovietica. Lavorò anche come costumista per il teatro e per il cinema; il suo lavoro più notevole in questo campo è il costume di Mae West nel film del 1937 Every Day's a Holiday.
Tra le creazioni iconiche della stilista in questo periodo (1937) c'è il cosiddetto abito aragosta, che fece subito scalpore. Il vestito è molto semplice ma stretto in vita da una fascia color aragosta, e presenta nella parte della gonna un grosso disegno dell'animale in cui in molti hanno visto uno spiccato richiamo alla sfera sessuale femminile e una forte influenza dell'arte surrealista di Dalì.

### Anni '30: l'incontro con l'arte e il rosa shocking

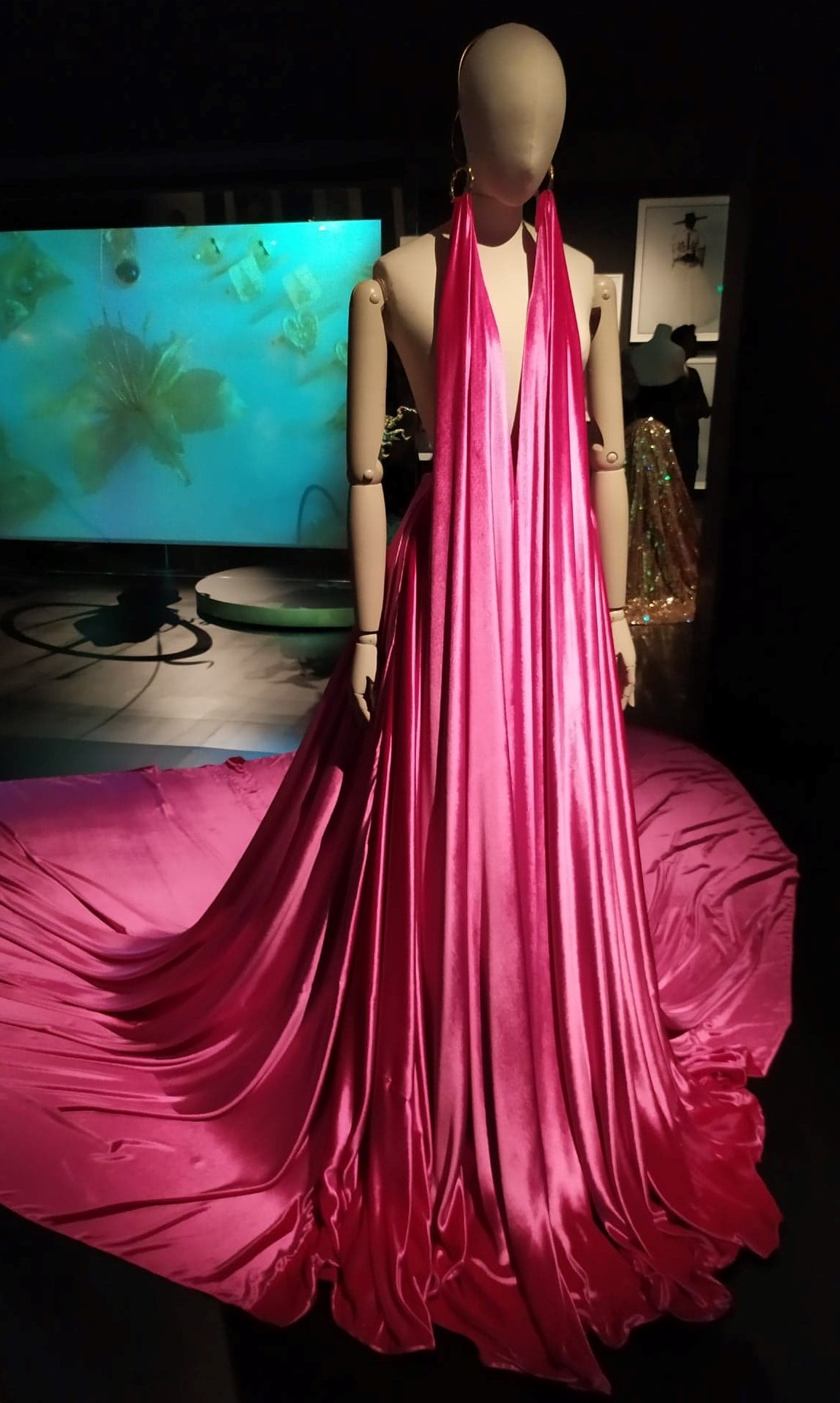
Elsa Schiaparelli

A Parigi Schiaparelli conobbe poeti e artisti dell'avanguardia surrealista come Jean Cocteau, Salvador Dalí e Tristan Tzara; collaborò a lungo con artisti di questa corrente e di quella cubista, e le sue creazioni stravaganti e originali erano legate anche al mondo dell'arte. Nel 1931 Jean Dunand dipinse su sua richiesta delle pieghe sugli abiti, simili a quelle dei vestiti dell'antica Grecia, in trompe-l'œil; Schiaparelli stessa li indossò come modella nelle fotografie di Man Ray, che già l'aveva fotografata la prima volta all'inizio degli anni '20 e la fotografava spesso per riviste di moda come Vogue e Harper's Bazaar; foto di Ray apparvero anche sulla rivista surrealista Minotaure. Negli anni '30 collaborò con diversi artisti surrealisti come Elsa Triolet, Alberto Giacometti, Meret Oppenheim, Pablo Picasso e Salvador Dalí. Con loro realizzò pezzi come il bracciale di metallo e pelliccia con Meret Oppenheim, gioielli disegnati dalla Triolet e venduti dal marito Louis Aragon, spille con Giacometti, e i guanti finti dipinti sulle mani da Picasso. Da questi ultimi derivarono poi dei guanti neri con unghie di pitone rosso, anelli, artigli dorati e cicatrici, ispirati alle opere di Man Ray. Alcune creazioni di Schiaparelli furono illustrate da Christian Bérard, che disegnò anche copertine dei programmi delle sue presentazioni.
Diventarono celebri i cappelli, simili a vere sculture, fatti di velluto o di feltro, a volte con piume finte di metallo. Tra i cappelli vi erano tricorni e copricapi alla berretta e a bombetta; alcuni avevano la veletta. Erano ispirati alla pittura, all'operetta o al teatro e si potevano abbinare con abiti da sera, da pomeriggio o sportivi. Di questi cappelli parlavano sia i rotocalchi per donne sia le più importanti riviste di moda come le già citate Vogue e Harper's Bazaar. Nel 1933 un saggio di Tristan Tzara sulla rivista Minotaure, corredato da fotografie di tre cappelli della collezione inverno 1933-34, scattate da Man Ray, suggeriva che essi fossero espressioni dell'inconscio e metafore sessuali anziché semplici oggetti di moda.
Molte furono le opere di Schiaparelli ispirati al surrealismo, sin dall'inizio della carriera, anche senza tener conto delle collaborazioni; alcune erano omaggi agli artisti e altre del tutto originali. Tra queste anche il primo tessuto simile a carta stampata della storia, basato sulla tecnica del papier collé tipica di Picasso e Georges Braque e sul gioco del cadavre esquis dadaista, che prevede brani ordinati in modo causale: il tessuto aveva stampati gli articoli riguardanti il lavoro di Schiaparelli in diverse lingue e disegni di Cecil Beaton; realizzato nel 1935 insieme alla ditta francese Colcombet, fu usato per i tailleur della collezione di abiti e cappelli presentata all'inaugurazione della nuova sede in place Vendôme. Tra le altre creazioni surrealiste un cappello di velluto rosa ondulato a forma di cervello, delle parrucche multicolori abbinate agli abiti e dei bottoni a forma di lucchetti, arachidi e graffette. I bottoni di forma insolita e la bigiotteria furono prodotti in collaborazione con Jean Schlumberger.
Il suo lavoro si basava anche sui temi della maschera, dell'artificio e del gioco, ed era frutto di ricerca e sperimentazione nei colori, nei materiali e nei disegni. Benché mai del tutto dipendente dalle tecnologie, sfruttò anche le innovazioni nei tessuti: introdusse l'uso dei tessuti sintetici negli abiti da sera e il tweed; nel 1934 disegnò un vestito a "corteccia d'albero" (ecorce d'arbre) fatto di rayon stropicciato e nell'estate del 1936 il cape de verre ("mantello di vetro"), un mantello da sera fatto di rhodophane, materiale plastico trasparente nuovo per l'epoca, destinandolo, a scopo di provocazione, alle toilette eleganti. Negli anni '30 si cominciano a vedere nelle sue creazioni le spalle squadrate imbottite che si ritroveranno nel periodo della maturità.

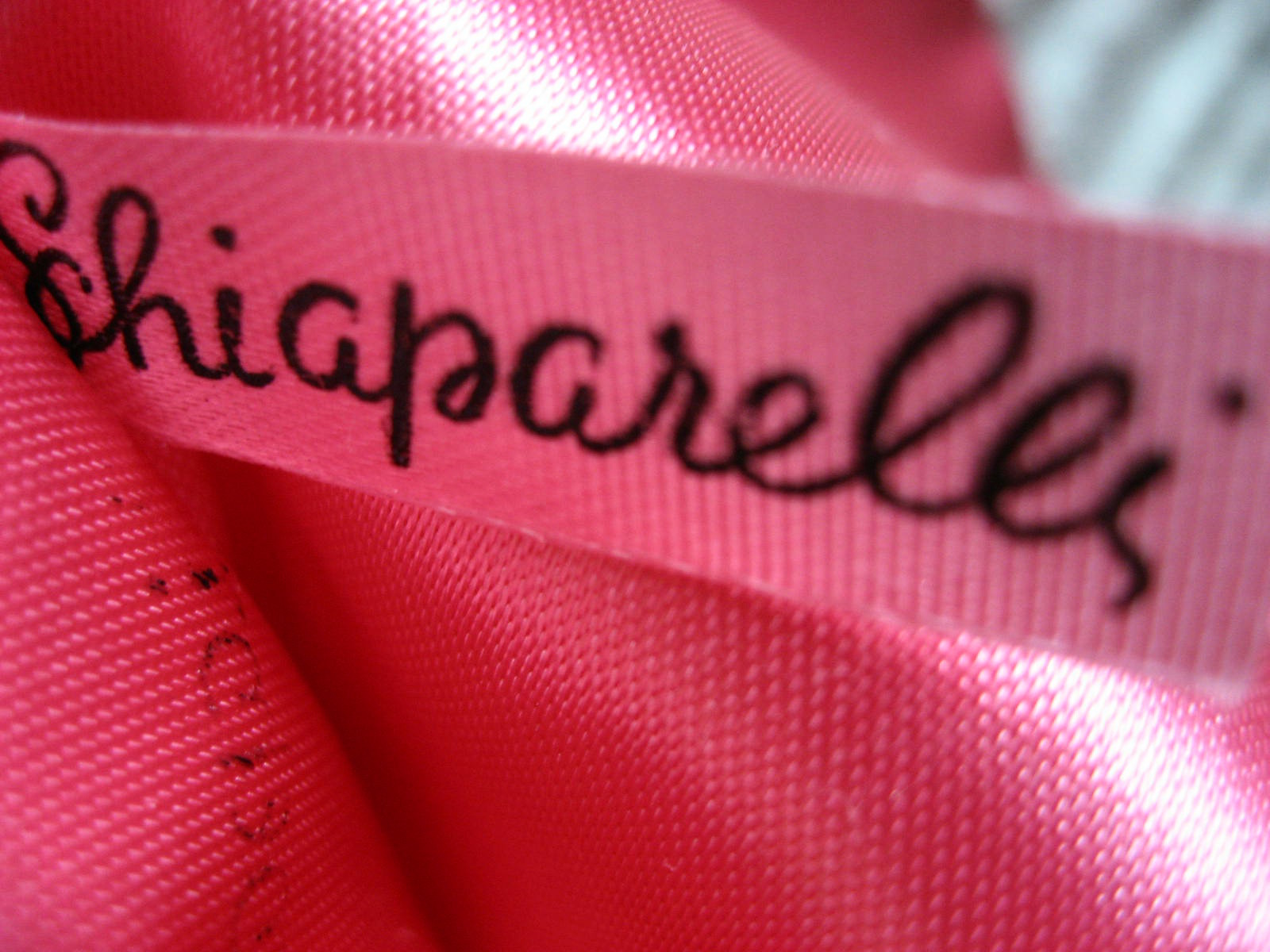
Il rosa shocking di Elsa Schiaparelli

Schiaparelli fu l'ideatrice del colore rosa shocking, forse derivato da un colore usato nella pittura di Christian Bérard. Lanciato nel 1937 insieme al profumo Shocking!, lo usò in diverse collezioni; è divenuta celebre la cappa Phoebus, con questo colore, parte della collezione Cosmica. La pubblicità del profumo fu disegnata da Marcel Vertès e la scultrice Leonor Fini ne creò il flacone che riproduceva le forme del corpo di Mae West. Una riproduzione a grandezza naturale di tale attrice, inoltre, fece parte per un periodo dell'arredamento della maison, che cambiava spesso. A questo profumo seguirono Sleeping nel 1938 e Snuff, un profumo maschile, nell'anno successivo.
Nel 1935 creò il primo accessorio in collaborazione con Dalí, da lui disegnato: un portacipria laccato nero o color tartaruga a forma di quadrante telefonico in cui si poteva scrivere il proprio nome; questo rappresentò la trasformazione di un oggetto meccanico in un'opera d'arte. Il tema del telefono ritornò poi con la borsa in velluto a forma di telefono, creazione della sola Schiaparelli ma ispirata a Dalì. Il portacipria fu infatti l'inizio di una serie di creazioni insieme al pittore: prezzemolo e aragoste furono dipinti su un abito da ballo in organza nel 1937, e nello stesso anno fu creato un tailleur su cui erano sparse labbra rosse in patchwork, abbinato a un cappello a forma di scarpa a tacco alto rovesciata, disponibile o tutto nero o nero con il tacco rosa shocking. Sempre dalla collaborazione con Dalì deriva un cappello a forma di calamaio, parte della collezione Il circo dell'estate 1938, con una piuma simile a quelle per scrivere; altri cappelli realizzati con Dalì erano a forma di cosciotto di montone e di nido di gallina. Questi pezzi furono esposti all'Exposition internationale du surréalisme (17 gennaio - 24 febbraio 1938), alla Galerie des Beaux-Arts di Georges Wildenstein, in rue du Faubourg Saint-Honoré. Nel 1936 Schiaparelli creò anche un tailleur con tasche che somigliavano a cassetti e bottoni a forma di maniglie dei cassetti, derivato dalla Venere di Milo con cassetti di Dalì, che inserì cassetti anche in un orso imbalsamato, da lui dipinto di rosa shocking, che fu esposto nella maison. Nel 1938, sempre in collaborazione con Dalì, fu creato un abito da sera ispirato alla forma di una lacrima.
La collezione Il circo del 1938, interamente ricamata da François Lesage, comprendeva anche un vestito da sera nero con uno scheletro imbottito cucito sopra e bolero ricamati a tema circense. La collezione Pagana, nello stesso anno, includeva capi con ricami più alti, fra cui una giacca con specchi barocchi invertiti, ricamati sulle due parti anteriori con pezzi di veri specchi. Schiaparelli collaborò con la Maison Lesage realizzando anche giacche da sera a vita alta con ricami che formavano carapaci o una sorta di armatura per la donna; queste si basavano sulla ripresa delle tecniche degli abiti ecclesiastici medievali e delle divise militari dell'Ottocento. Lesage aveva anche ricamato a trompe-l'œil, nel 1937, dei profili di donna disegnati da Jean Cocteau su un cappotto di seta blu e su una giacca grigia di lino; Cocteau disegnò anche, per decorare gli abiti, dei volti che creavano un'illusione ottica somigliando a colonne e vasi neoclassici. Elsa Triolet e Louis Aragon crearono collane simili a pastiglie di aspirina, mentre Jean Clément e Jean Hugo dei bottoni-gioiello che diventarono simboli della maison.
Anche l'arte non surrealista influenzò Schiaparelli: la collezione Pagana del 1938 era ispirata a Sandro Botticelli; la mostra L'art italien de Cimabue à Tiepolo, presentata al Petit Palais nel 1935, insieme allo stile orientale dei succitati balli in maschera, le ispirò un "mantello veneziano" con un cappuccio di taffetà di seta.
Alla fine degli anni '30 Schiaparelli trasformò la cerniera in plastica in decorazione colorata di un abito, anziché nasconderla come imponevano i canoni tradizionali della sartoria.

### Dalla seconda guerra mondiale alla morte
La seconda guerra mondiale fu un vero danno per la maison, che fu costretta a ridurre la produzione e la mano d'opera. Le prime creazioni di Schiaparelli nel periodo bellico sfruttarono in modo scherzoso i temi militari; un esempio è il completo con pantaloni tutto d'un pezzo detto "rifugio antiaereo". A luglio del 1940, dopo l'occupazione tedesca di Parigi, Elsa lasciò la città per andare negli Stati Uniti, dove tenne delle conferenze sul tema "L'abito femminile", che ebbero un successo tale da farle ottenere il premio Neiman Marcus Fashion Award, mai conferito prima a uno stilista europeo. Le fu proposto il ruolo di direttrice del dipartimento di moda (Fashion design) del Museum of Modern Art (MoMA) di New York, ma lo rifiutò per tornare a Parigi a gennaio del 1941, portando con sé migliaia di confezioni di vitamine per aiutare gli abitanti della città occupata. Fu poi costretta dopo poco tempo a trasferirsi di nuovo a New York fino alla fine della guerra; di conseguenza le collezioni della maison in quel periodo non erano disegnate personalmente da Schiaparelli, che militò nella Croce Rossa Internazionale. Tornò poi a Parigi subito dopo la fine della guerra e presentò a settembre del 1945 la prima collezione del dopoguerra.
Schiaparelli continuò a commerciare e fare accordi di licenza con aziende americane, presentò collezioni nel 1947 e nel 1948 e ricevette molti riconoscimenti. Nel 1949 aprì una sartoria a New York. A Parigi assunse alcune giovani promesse della moda come Hubert de Givenchy, Pierre Cardin e Philippe Venet. Nella sua attività stilistica del dopoguerra usò tagli e drappeggi insoliti; fra le sue creazioni di questo periodo, un cappello a forma di nido con uccelli, vestiti che davano l'illusione di una tournure e colletti invertiti che coprivano la scollatura ma mostravano i seni.
Nel dopoguerra non ebbe però il successo degli anni precedenti. Il crollo della maison iniziò soprattutto dopo la presentazione della collezione New Look di Christian Dior del 1947, che segnò il declino della silhouette femminile di Schiaparelli, squadrata e con spalle imbottite ben delineate; Dior e Cristóbal Balenciaga diventarono gli stilisti più innovativi negli anni '50. Schiaparelli ebbe forti difficoltà economiche e nel 1954 dichiarò la bancarotta, decidendo di chiudere subito la casa di moda, che terminò le attività il 13 dicembre 1954. Sempre nel 1954 pubblicò a Londra il libro autobiografico Shocking Life con l'editore J. M. Dent & Sons. Si ritirò quindi nel palazzo di Hammamet, in Tunisia. Morì nel sonno il 13 novembre 1973, all'età di ottantatré anni, a Parigi, lasciando la figlia Gogo e due nipoti, le attrici Marisa Berenson e Berinthia "Berry" Berenson.

## L'influenza e la rifondazione della casa di moda

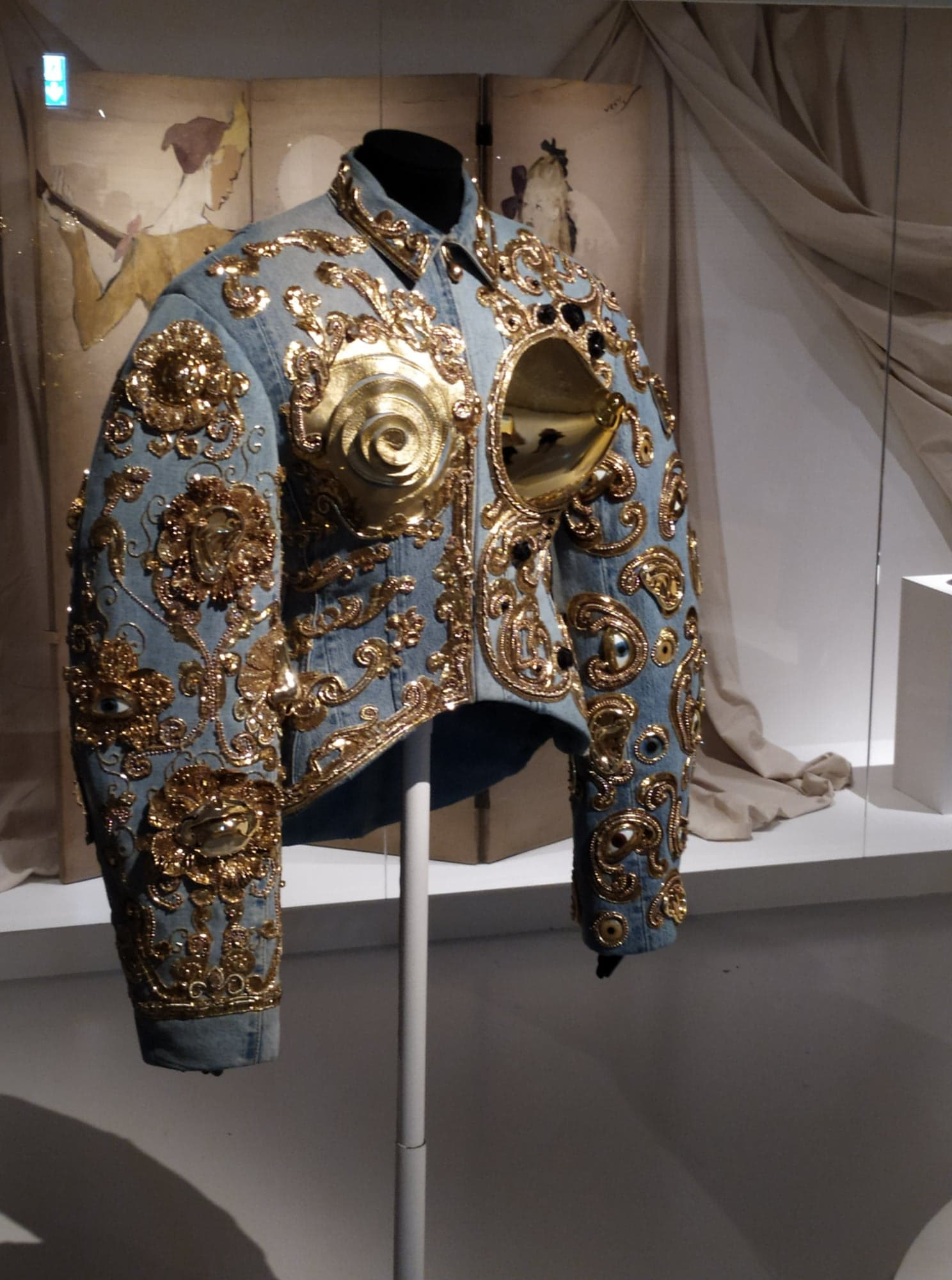
Elsa Schiaparelli

Schiaparelli lasciò al mondo della moda creazioni molto originali con elaborati giochi visivi che costruivano immagini illusorie sul corpo. Nello stesso tempo ebbe contatti commerciali con l'industria manifatturiera pur disegnando capi avanguardistici, anticipando così gli stilisti moderni, che all'aspetto artistico uniscono il pragmatismo commerciale.
Il marchio Schiaparelli è stato rilanciato negli anni 2010 dall'imprenditore italiano Diego Della Valle, che ha rilevato il marchio e l'archivio nel 2007. Nel 2012 è stata restaurata la maison di place Vendôme, con l'ex modella Farida Khelfa come ambasciatrice ufficiale; a luglio 2013 è stata presentata al Musée des Arts Décoratifs una collezione firmata da Christian Lacroix e il 20 gennaio 2014 si è tenuta la prima sfilata. Il nuovo marchio era inizialmente limitato all'alta moda, mentre a fine 2015 è stata presentata la prima collezione prêt-à-porter per l'estate 2016, anno in cui è stato aperto anche un negozio. Il primo direttore artistico è stato Christian Lacroix, sostituito a settembre 2013 da Marco Zanini, a cui è subentrato nell'aprile 2015 Bertrand Guyon; nell'aprile 2019 questi ha a sua volta lasciato il posto a Daniel Roseberry.
Il Musée des Arts Décoratifs di Parigi le dedica una rassegna dove viene ripercorsa la sua produzione: Shocking! Les mondes surréalistes d'Elsa Schiaparelli (dal 6 luglio 2022 fino al 22 gennaio 2023). In un articolo in prima pagina su Domenica Il Sole 24 Ore viene colta, tra le altre cose, l'occasione per sottolineare l'eterno conflitto con Coco Chanel. «Chanel la odiava perché era l'unica stilista a tenerle testa. L'unica a comparire sulla copertina del Time; la sola a venire ritratta in una caricatura con Stalin (quando partì per la Russia con l'idea di cambiare look alla donna sovietica); quella che gli artisti frequentati da entrambe trovavano più divertente, più spiritosa di lei. Avevano atelier e boutique a 100 metri in linea d'aria, Chanel in Rue Cambon, l'altra in place Vendôme: le separava il Ritz. (...)». Coco parlava del virtuosismo e ironia della stilista che non sapeva cucire con un elegante disprezzo: «Quell'artista italiana che fa vestiti».

## Filmografia
Elenco dei film a cui Elsa Schiaparelli lavorò come costumista:
- A Gentleman of Paris, regia di Sinclair Hill (1931)
- Topaze, regia di Harry d'Abbadie d'Arrast (1933)
- Je te confie ma femme, regia di René Guissart (1933)
- La Femme idéale, regia di André Berthomieu (1934)
- Coralie et Cie, regia di Alberto Cavalcanti (1934)
- Raffiche
- Brewster's Millions, regia di Thornton Freeland (1935)
- The Tunnel, regia di Maurice Elvey (1935)
- Hyde Park Corner
- King of the Damned, regia di Walter Forde (1936)
- Le Vagabond bien-aimé
- Love in Exile, regia di Alfred L. Werker (1936)
- Navy Born, regia di Nate Watt (1936)
- I'd Give My Life, regia di Edwin L. Marin (1936)
- L'amato vagabondo (The Beloved Vagabond), regia di Kurt Bernhardt (Curtis Bernhardt) (1936)
- Aventure à Paris, regia di Marc Allégret (1936)
- Per la sua donna (Jump for Glory), regia di Raoul Walsh (1937)
- Every Day's a Holiday, regia di A. Edward Sutherland (1937)
- Pigmalione, regia di Anthony Asquith e Leslie Howard (1938)
- Le tre mogli di papà (La Chaleur du sein), regia di Jean Boyer (1938)
- Artists and Models Abroad, regia di Mitchell Leisen (1938)
- La Mode rêvée
- Ten Days in Paris, regia di Tim Whelan (1940)
- L'Amant de Bornéo, regia di Jean-Pierre Feydeau, René Le Hénaff (1942)
- Perfidia (Les Dames du Bois de Boulogne), regia di Robert Bresson (1945)
- Sombre dimanche, regia di Jacqueline Audry (1948)
- Un certain monsieur, regia di Yves Ciampi (1950)
- La sconosciuta di Montreal (L'Inconnue de Montréal), regia di Jean-Devaivre (1950)
- Topaze, regia di Marcel Pagnol (1951)
- Moulin Rouge, regia di John Huston (1952)